# Shirley & Company
Shirley & Company è stato un gruppo musicale disco statunitense formatosi nel 1974.

## Storia del gruppo
Composto da Shirley Goodman (1936-2005), Jesus Alvarez, Walter Morris, Bernadette Randle, Seldon Powell, Jonathan Williams e Clarence Oliver, hanno raggiunto il successo mondiale grazie al singolo Shame, Shame, Shame, al primo posto nella classifica dance statunitense (al dodicesimo in quella pop) e alla sesta in quella britannica.
Dopo il successo della loro prima canzone, negli anni seguenti il gruppo pubblicò un album intitolato Disco Dynamite! e alcuni singoli (I Like To Dance / Jim Doc C'Ain, Disco Shirley, Cry Cry Cry, Mr. Frenchman) che però non ottennero il successo del singolo d'esordio e portarono il gruppo allo scioglimento.
Negli anni a venire, il loro maggior successo venne incluso in numerosissime raccolte di musica disco. Il gruppo veniva pubblicato dalle etichette Vibrations, All Platinum e Philips.

## Discografia

### Album
- 1975 - Disco Dynamite!

### Singoli
- 1974 - Shame, Shame, Shame
- 1975 - Cry Cry Cry
- 1975 - Disco Shirley
- 1975 - I Like To Dance / Jim Doc C'Ain
- 1975 - Mr. Frenchman